# Robert Proust

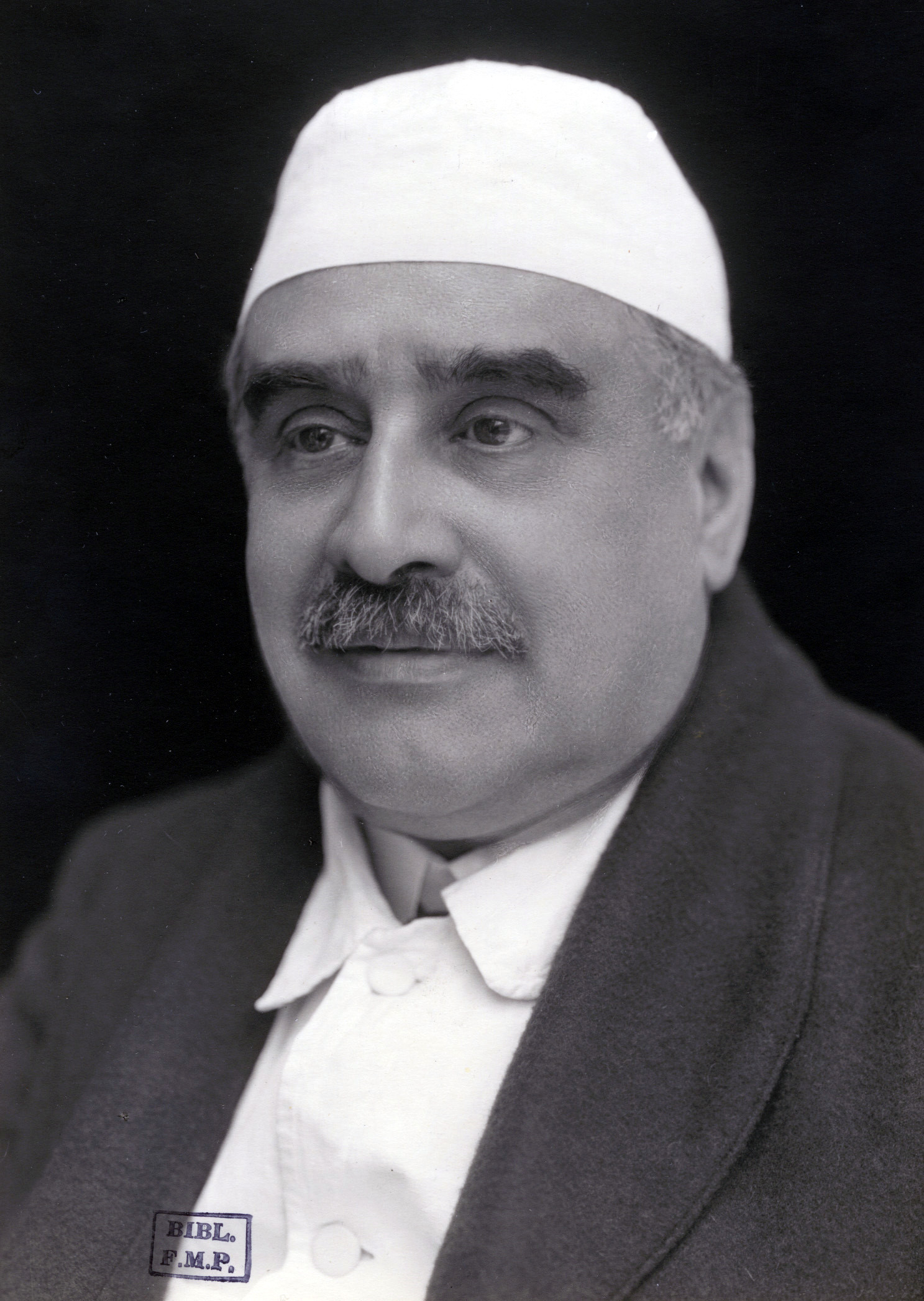
Robert Proust

Robert Emile Sigismond Léon Proust (* 24. Mai 1873 in Paris; † 29. Mai 1935 ebenda) war ein französischer Mediziner und Chirurg (Urologie, Gynäkologie).

## Leben
Robert Proust war der Bruder von Marcel Proust und Sohn des Arztes und seinerzeit bekannten Gesundheitspolitikers Adrien Proust. Er besuchte wie Marcel Proust das Lycée Condorcet mit dem Abschluss des Baccalauréat. Er interessierte sich vor allem für Philosophie und Mathematik, studierte aber auf Druck des Vaters Medizin und erwarb nebenbei auch 1893 einen Lizenziats-Abschluss in Literatur. Ab 1894 war er Interner bei dem Urologen Félix Guyon, bei dem er 1900 promoviert wurde (mit Joaquín Albarrán als Ko-Referent). Die Dissertation war über perineale Prostatektomie. Wie Hugh Young propagierte er diesen perinealen Zugang zur Prostatektomie, was in Frankreich dazu führte, dass dieser in Medizinerkreisen Proustatektomie genannt wurde. Er führte auch 1904 die Vasektomie in Frankreich ein. 1904 bis 1914 war er Assistent von Samuel Pozzi am Hôpital Broca. Proust entwickelte die End-zu-End Anastomose der Harnröhre von Pozzi weiter. Im Ersten Weltkrieg diente er als Militärarzt an der Front, wo er einer der Erfinder der ambulanten chirurgischen Versorgung mit Automobilen war (auto-chir). Bei seinen Operationen an der Front wurde er von dem später bekannten Urologen Georges Marion assistiert (der in seinem Lehrbuch der Urologie die Prostatektomie seines Lehrers als zu komplikationsanfällig verwarf). Er wurde militärärztlicher Berater in Italien und nach dem Krieg beratender Arzt für Kriegsversehrte. Nach dem Krieg war er an verschiedenen Kliniken (Hospitäler in Tenon, Beaujon, Laennec) und schließlich wieder am Hôpital Broca, wo er Vorsteher der Klinik wurde und Professor für Gynäkologie. 
Er publizierte in seiner Karriere außerhalb von Gynäkologie und Urologie über die unterschiedlichsten Themen der Chirurgie. So über Chirurgie der Lungentuberkulose und er erfand einen nach ihm benannten Spezialtisch für die Radiotherapie des Gebärmutterhalskarzinoms. Er unterstützte auch die Entwicklungen der Strahlentherapie durch Marie Curie, die ihm eine für einen Biologen seltene Fähigkeit für mathematisch-naturwissenschaftliche Methoden attestierte. Seine Operationstechnik wurde von Georges Duhamel mit dem Schreibstil seines Bruders Marcel verglichen (er operierte vorsichtig, umsichtig und gewebeschonend, manchmal mit paradoxen Erfindungen). Sein Lehrbuch der gynäkologischen Chirurgie erlebte sechs Auflagen.
Marcel Proust selbst zog bis kurz vor seinem Tod andere Ärzte seinem Bruder vor. Robert Proust war an seinem Sterbebett, als er an einem Lungenabszess starb. Robert Proust war auch der Nachlassverwalter von Marcel Proust. Später ist ihm der Vorwurf gemacht worden, aus Rücksicht auf die Familie die Werkherausgabe manipuliert zu haben. Seine Tochter Adrienne Proust  aus der 1903 erfolgten Ehe mit Marthe Dubois-Amiot setzte die Herausgabe des Nachlasses fort.
1915 wurde er Ritter und 1925 Offizier der Ehrenlegion.

## Schriften
- De la prostatectomie périnéale totale, 1900
- Chirurgie de l'appareil génital de la femme, 1904 und öfter